# The Razors Edge
The Razors Edge («Лезо бритви») — студійний альбом рок-гурту AC/DC, випущений у 1990 році. У США цей альбом був розпроданий тиражем у 5 мільйонів примірників

## Історія запису
AC/DC записали альбом Blow Up Your Video (1988) з продюсерами Гаррі Ванда і Джордж Янг. Він мав комерційний успіх: його було продано більшим накладом, ніж попередні два студійних релізи разом узяті. Тур на підтримку альбому розпочався у лютому 1988 року в м. Перт (Австралія).
За два місяці, після живих виступів по всій Європі, Малколм Янг оголосив, що він бере тайм-аут від гастролей, в основному щоб почати лікування свого алкоголізму. Племінник Янгів, Стіві, тимчасово замінив Малькольма на ритм-гітарі. Після туру барабанщик Саймон Райт полишив гурт, щоб працювати над новим альбомом Dio «Lock Up The Wolves». Його замінив сесійний ветеран Кріс Слейд. Вокаліст Брайан Джонсон теж потребував кількамісячної перерви, щоб довести до фінішу своє розлучення з дружиною. Всі ці факти разом дали можливість братам Янг у спокійній атмосфері написати пісні для наступного альбому, вони практикували таке і раніше.
Новий альбом, Razors Edge був записаний у Ванкувері, Канада під продюсерством Брюса Фейрбейрна (Bruce Fairbairn), який раніше працював з Aerosmith і Bon Jovi. Це єдиний студійний альбом, де Слейд сидів на барабанах. Дата виходу платівки — 21 вересня 1990 року. Вона стала справжнім «комбеком» для гурту, включивши хіти «Thunderstruck» і «Are You Ready», які досягли № 5 і № 16 відповідно у Mainstream Rock Tracks Chart журналу Billboard. А «Moneytalks» досягнув 23-гоо місця на Billboard Hot 100. Альбом став мульти-платиновим (5 мільйонів проданих копій) і ввійшов до топ-десятки США.

## Список композицій
Автор музики і слів Angus Young and Malcolm Young. 
| #   | Назва                                 | Тривалість |
| --- | ------------------------------------- | ---------- |
| 1.  | «Thunderstruck»                       | 4:53       |
| 2.  | «Fire Your Guns»                      | 2:54       |
| 3.  | «Moneytalks»                          | 3:46       |
| 4.  | «The Razors Edge»                     | 4:23       |
| 5.  | «Mistress for Christmas»              | 4:00       |
| 6.  | «Rock Your Heart Out»                 | 4:07       |
| 7.  | «Are You Ready»                       | 4:10       |
| 8.  | «Got You by the Balls»                | 4:30       |
| 9.  | «Shot of Love»                        | 3:57       |
| 10. | «Let's Make It»                       | 3:32       |
| 11. | «Goodbye & Good Riddance to Bad Luck» | 3:14       |
| 12. | «If You Dare»                         | 3:18       |

## Учасники запису
- Брайан Джонсон — вокал
- Анґус Янґ — електрогітара
- Малколм Янґ — ритм-гітара
- Вільямс Кліфф — бас-гітара
- Кріс Слейд — барабани

## Хіт-паради
| Рік       | Хіт-парад                                            | Позиція |
| --------- | ---------------------------------------------------- | ------- |
| 1990-1991 | Австралія Australian Albums (ARIA)                   | 3       |
| 1990-1991 | Австрія Austrian Albums (Ö3 Austria)                 | 11      |
| 1990-1991 | Канада Canadian Albums (Billboard)                   | 1       |
| 1990-1991 | Нідерланди Dutch Albums (MegaCharts)                 | 19      |
| 1990-1991 | Німеччина German Albums (Offizielle Top 100)         | 4       |
| 1990-1991 | Нова Зеландія New Zealand Albums (Recorded Music NZ) | 2       |
| 1990-1991 | Норвегія Norwegian Albums (VG-lista)                 | 2       |
| 1990-1991 | Швеція Swedish Albums (Sverigetopplistan)            | 5       |
| 1990-1991 | Швейцарія Swiss Albums (Schweizer Hitparade)         | 2       |
| 1990-1991 | Велика Британія UK Albums (OCC)                      | 15      |
| 1990-1991 | США Billboard 200                                    | 2       |
| 1992      | Нова Зеландія New Zealand Albums (Recorded Music NZ) | 39      |
| 1992      | Німеччина German Albums (Media Control)              | 55      |
| 2005      | Іспанія Spanish Albums (PROMUSICAE)                  | 53      |
| 2008      | Австралія Australian Albums (ARIA)                   | 26      |
| 2008      | Угорщина Hungarian Albums (MAHASZ)                   | 16      |
| 2008      | Японія Japanese Albums (Oricon)                      | 174     |
| 2008      | Іспанія Spanish Albums (PROMUSICAE)                  | 78      |
| 2010      | Італія Italian Albums (FIMI)                         | 79      |

| Хіт-парад (1990)               | Позиція |
| ------------------------------ | ------- |
| Австралія (ARIA)               | 17      |
| Німеччина (Offizielle Top 100) | 80      |
| Швейцарія                      | 28      |

| Хіт-парад (1991)                | Позиція |
| ------------------------------- | ------- |
| Австралія (ARIA)                | 41      |
| Німеччина (Offizielle Top 100)  | 8       |
| Швейцарія (Schweizer Hitparade) | 20      |
| США Billboard 200               | 12      |